# Ведев, Георгий Митрофанович
Георгий Митрофанович Ведев (1925 — 2017) — советский государственный и партийный деятель. Председатель Камчатского облисполкома (1965—1969), первый секретарь Владивостокского горкома КПСС (1962—1965), председатель Владивостокского (1961—1962) и Уссурийского (1957—1960) горисполкомов. Член КПСС с 1954 года.

## Биография
Родился 30 апреля 1925 года в Железноводске в крестьянской семье. Русский. Член КПСС с февраля 1954 года.
С 1943 по 1946 годы служил в Красной Армии, участник Великой Отечественной войны. В 1946—1947 годах — начальник горжилуправления города Железноводска.
В 1953 году окончил Хабаровский институт инженеров железнодорожного транспорта. В 1954—1957 гг. — прораб, инженер, начальник отдела, начальник строительно-монтажного поезда Дальневосточной железной дороги.
С 1954 года — на общественной и политической работе. В 1957—1960 годах — председатель Уссурийского горисполкома. В 1960—1961 годах — начальник Приморского управления строительных материалов. В 1961—1962 годах — председатель Владивостокского горисполкома.
С 1962 по август 1965 года — первый секретарь Владивостокского городского комитета КПСС.
С 10 августа 1965 года по 1969 год — председатель Исполнительного комитета Камчатского областного Совета.
В дальнейшем — начальник треста Главвладивостокстрой, заместитель министра сельского хозяйства РСФСР по строительству.
Избирался депутатом Верховного Совета РСФСР 7-го и 8-го созывов.
Умер в июне 2017 года.